# Street dance
Per street dance (danza di strada o danza urbana) si intende un insieme di stili di danza evoluta al di fuori delle scuole di ballo tradizionali, in spazi aperti quali strade, dance party, feste di quartiere, parchi, cortili scolastici, rave, hip hop e party, night club, ecc... In genere sono basate sull'improvvisazione e sulla socializzazione, incoraggiando l'interazione e il contatto con gli spettatori e con gli altri ballerini . Questi balli si sono evoluti da contesti urbani e suburbani in forme di cultura underground; fanno parte della cultura locale, alla stessa maniera della danza popolare (anche se, con l'avvento di Internet, la danza sembra essere condivisa tra persone con gli stessi gusti musicali sparse per il mondo). Inoltre, street dance si caratterizza come danza popolare moderna proprio in riferimento all'urbanizzazione. Alcuni esempi di danze di strada sono rappresentati dal B-boying (noto come break dance e nata a New York), il Melbourne Shuffle (da Melbourne) e il Tecktonik (Parigi).

## Elenco di danze urbane
Segue una lista di street dances, spaziando dalla danza tradizionale alla techno.
Danze popolari afroamericane
- Bebop
- Black Bottom
- Blues dance
- Boogie woogie
- Breakaway
- Cabbage patch
- Cakewalk
- Charleston
- Chicago stepping
- Jitterbug
- Lindy hop
  - Rock and roll
- Monkey
- Swing
- Stepping
- Tap dance
- Texas Tommy

Danze popolari afro-caraibiche
- Flexing
- Calypso
- Dancehall dance
  - Skanking
- Merengue
  - Zouk
- Reggaeton
- Rumba
- Salsa
  - Salsaton

Danze popolari dell'Europa
- Northern soul
- Clogging

Danze popolari sudamericane
- Lambada
  - Grinding
- Capoeira
- Samba
- Tango

Danze popolari caraibiche
- Soca

Hip-hop & Funk
- Bankhead Bounce
- Bobble head
- Bounce
- Break dance
- Crip Walk (C-Walk)
  - Clown Walk
- Dougie
- Jerkin'
- Memphis Jookin'
- Krumping
- Locking
- Robot
- Popping
  - Floating
  - Electric boogaloo
  - Strobing
  - Tutting
  - Waving
- Snap dance
- Turfing

House / Club / Disco dance
- House
- Baltimore club dance
- Electro Flogger
- Footwork
- Hustle
- Jacking
- Lofting
- Electro Dance
- Vogue
- Waacking

Ska, Rock & Punk
- Air guitar
- Hardcore
- Headbanging
- Moshing
- Pogo
- Sharpie

Trance, Hard & Rave
- Glowsticking
- Liquid and digits
- Melbourne Shuffle
- Detroit jit
- Hakken
- Hardstep
  - New Hardstep
- Industrial dance
- Jumpstyle
- Rebolation
- X-Outing

Experimental / Freestyle
- Ambient dance
- Boogie
- Jump up
- Speedcore dance

## Competizioni
Esistono numerose gare internazionali di street dance, ad esempio:
- Battle of the Year
- Juste Debout
- The Week
- House Dance International